# Базаиха (станция)
Базаиха — железнодорожная станция Красноярской железной дороги в городе Красноярске. Расположена на Транссибирской магистрали, в правобережной части города.
На станции десять путей и две пассажирские платформы: одна островная, расположенная по бокам от главных путей, и одна боковая, расположенная с южной стороны станции. С северной стороны от второй платформы проходит третий путь перегона Злобино — Базаиха. С южной стороны станции расположено здание вокзала. Вокзал располагает залом ожидания и билетной кассой. Через станционные пути переброшен надземный пешеходный переход.
От станции отходит много путей, в том числе на станцию «Базаиха-2». Железная дорога в обе стороны от станции Базаиха — трёхпутная.

## В искусстве
Здесь, работая составителем поездов, начинал свою трудовую деятельность будущий писатель Виктор Астафьев.

Вот, как описывал писатель станцию, когда-то третью по счёту,  «если ехать от Красноярска на восток, никакого, кстати, отношения не имеющую к одноименному поселку»: 
Ныне город достал и вобрал в себя поселок Базаиха с одной стороны и станцию Базаиху -- с другой. А когда-то она с девятью путями, с желтым, просевшим в земле вокзалишком, с выводком домишек, рассыпанных вокруг него, среди которых полутораэтажный блок-пост выглядел сооружением не только самым высоким, но и значительным -- сиротливо ютилась под крутыми голыми косогорами.
В 2014 году, к 90-летию В.П. Астафьева на станции Базаиха установлена мемориальная доска в память о том времени, когда он  работал здесь составителем вагонов.